# Thetella
Thetella is een geslacht van rechtvleugeligen uit de familie krekels (Gryllidae). De wetenschappelijke naam van dit geslacht is voor het eerst geldig gepubliceerd in 1983 door Otte & Alexander.

## Soorten
Het geslacht Thetella omvat de volgende soorten:
- Thetella elegans Kobayashi, 1983
- Thetella oonoomba Otte & Alexander, 1983
- Thetella tarnis Otte & Alexander, 1983